# Верхньоорільська сільська рада
Ве́рхньоорі́льська сільська́ ра́да — адміністративно-територіальна одиниця та орган місцевого самоврядування в Первомайському районі Харківської області. Адміністративний центр — село Верхня Орілька.

## Загальні відомості
Верхньоорільська сільська рада утворена в 1918 році.
- Територія ради: 47,58 км²
- Населення ради: 720 осіб (станом на 2001 рік)
- Територією ради протікає річка Оріль.

## Населені пункти
Сільській раді підпорядковані населені пункти:
- с. Верхня Орілька

## Склад ради
Рада складається з 12 депутатів та голови.
- Голова ради: Вакал Сергій Борисович
- Секретар ради: Мураховська Валентина Олександрівна

### Керівний склад попередніх скликань
| Прізвище, ім'я, по батькові | Основні відомості                                                         | Дата обрання | Дата звільнення |
| --------------------------- | ------------------------------------------------------------------------- | ------------ | --------------- |
| Шевченко Надія Іванівна     | Сільський голова, 1953 року народження                                    | 26.03.2006   | 31.10.2010      |
| Вакал Сергій Борисович      | Сільський голова, 1968 року народження, освіта вища, член Партії регіонів | 31.10.2010   |                 |

Примітка: таблиця складена за даними сайту Верховної Ради України

### Депутати
За результатами місцевих виборів 2010 року депутатами ради стали:

#### За суб'єктами висування
| Суб'єкт висування                                       | Кількість обраних депутатів | %    |
| ------------------------------------------------------- | --------------------------- | ---- |
| Партія регіонів                                         | 6                           | 50   |
| Політична партія Всеукраїнське об'єднання «Батьківщина» | 2                           | 16,7 |
| Самовисування                                           | 2                           | 16,7 |
| Комуністична партія України                             | 1                           | 8,3  |
| Соціалістична партія України                            | 1                           | 8,3  |

#### За округами
| № округу                                                | Прізвище, ім'я, по батькові         | Дата визнання обраним | Освіта             | Партійна приналежність                        | Відомості про обраного депутата                                   |
| ------------------------------------------------------- | ----------------------------------- | --------------------- | ------------------ | --------------------------------------------- | ----------------------------------------------------------------- |
| Комуністична партія України                             |                                     |                       |                    |                                               |                                                                   |
| 11                                                      | Тєлєга Володимир Федотович          | 01.11.2010            | середня            | член Комуністичної партії України             | пенсіонер                                                         |
| Партія регіонів                                         |                                     |                       |                    |                                               |                                                                   |
| 1                                                       | Старосвіцька Ганна Савеліївна       | 01.11.2010            | середня            | позапартійна                                  | тимчасово не працює                                               |
| 3                                                       | Метик Андрій Іванович               | 01.11.2010            | середня            | член Партії регіонів                          | тимчасово не працює                                               |
| 4                                                       | Балабанова Тетяна Миколаївна        | 01.11.2010            | вища               | позапартійна                                  | Верхньоорільська загальноосвітня школа I-III ст., вчитель         |
| 5                                                       | Ткаченко Тетяна Василівна           | 01.11.2010            | середня спеціальна | член Партії регіонів                          | пенсіонер                                                         |
| 6                                                       | Синолиця Тамара Григорівна          | 01.11.2010            | середня            | член Партії регіонів                          | тимчасово не працює                                               |
| 12                                                      | Мураховська Валентина Олександрівна | 01.11.2010            | вища               | позапартійна                                  | Верхньоорільська сільська рада, секретар сільської ради           |
| Політична партія Всеукраїнське об'єднання «Батьківщина» |                                     |                       |                    |                                               |                                                                   |
| 2                                                       | Рученчина Наталя Володимирівна      | 01.11.2010            | вища               | член Всеукраїнського об'єднання «Батьківщина» | Верхньоорільськасільська бібліотека, бібліотекар                  |
| 10                                                      | Тєлєга Віктор Федотович             | 01.11.2010            | середня            | член Всеукраїнського об'єднання «Батьківщина» | пенсіонер                                                         |
| Соціалістична партія України                            |                                     |                       |                    |                                               |                                                                   |
| 9                                                       | Свид Марія Пилипівна                | 01.11.2010            | середня спеціальна | член Соціалістичної партії України            | пенсіонер                                                         |
| Самовисування                                           |                                     |                       |                    |                                               |                                                                   |
| 7                                                       | Чумак Алла Іванівна                 | 01.11.2010            | середня спеціальна | позапартійна                                  | Верхньоорільський фельдшерсько-акушерський пункт, завідувачка ФАП |
| 8                                                       | Голуб Валентина Федорівна           | 01.11.2010            | середня спеціальна | позапартійна                                  | Верхньоорільська сільська рада, головний бухгалтер                |